# Åsiktskorridor
Åsiktskorridor är en metafor för gränserna för en (uppsättning) åsikter som är allmänt accepterade i samhällsdebatten och som man kan framföra utan att bli kritiserad.
Termen myntades i december 2013 av statsvetaren Henrik Ekengren Oscarsson och är en svensk variant av begrepp som Overton-fönstret eller Hallins sfärer, som alla beskriver den bredd av idéer som tolereras i den offentliga diskursen. Begreppet kan även kopplas till samhälleliga normer, eller de sociala överenskommelser som Pierre Bourdieu beskrev som doxa.:201-222
En åsiktskorridor är inte definitionsmässigt något dåligt, eftersom den kan skapa en mer humanitär och disciplinerad diskussion som är till fördel för demokratin, men mestadels står trånga åsiktskorridorer i motsatsförhållande till yttrandefriheten.:125 Vilka åsikter i ett samhälle som är accepterade att lufta är inte heller statiska utan den så kallade åsiktskorridoren skiftar i bredd, och över tid. Åsikter som ingen som vill bli tagen på allvar kan dryfta kan senare bli salongsfähiga, och tvärt om.
Begreppet åsiktskorridor är besläktat med begreppet politisk korrekthet och termerna används ibland synonymt, vilket inte var Ekengren Oscarssons avsikt.
Begreppet fick stor spridning och hade mot slutet av 2023 i databasen Retriever nästan 3800 träffar.:1m18s Ordet hade då i genomsnitt nämnts i media drygt en gång om dagen i tio års tid, med mest uppmärksamhet de första åren men 2023 var det fortfarande 229 omnämnanden.:1m30s Språkrådet listade ordet som ett nyord i december 2014.

## Begreppet i Sverige
Sedan den svenska tryckfrihetsförordningen antogs år 1766 har samhällsdebatten i juridisk mening i huvudsak varit fri från lagstadgad censur och regelrätt åsiktskontroll från staten. Metaforen åsiktskorridoren beskriver att det, trots denna juridiska frihet att uttrycka i stort sett vilka åsikter som helst, kan finnas gränser för vad som utan vidare kan framföras i den offentliga debatten.:3

### Tidiga diskussioner
Redan innan begreppet myntades i Sverige hade det förekommit olika diskussioner om svårigheten att debattera vissa ämnen.
En sådan fråga gällde hedersmord, där till exempel Sveriges Radios migrationskorrespondent Alice Petrén år 2016 sade att när hon i slutet på 1990-talet jobbade på Sveriges Television så var det inte möjligt att göra reportage om det ämnet, med motiveringen att det fanns risk att de skulle stigmatisera invandrare.
Andra frågor gällde debatten om genus och feminism. I augusti 2014 sade debattören Pär Ström att han 2012, efter fem år, slutade delta i debatten om dessa frågor, efter vad han beskrev som en strid ström av ojusta påhopp från etablerade debattörer. Han sade att Sverige var ett land med lågt i tak i debatten och hänvisade till begreppet åsiktskorridor, vilket 2012 ännu inte hade myntats. Ström ansåg redan 2012 att debattmiljön var hopplös och att uttryck för vissa åsikter ledde till hyllningar, medan de som uttryckte avvikande åsikter blev brännmärkta som kättare.
Isoleringen av Sverigedemokraterna på debatt och opinionssidor var en självklarhet och året innan begreppet myntades hade en stor och utdragen metadebatt pågått om SVT:s val av rubriken "Hur mycket invandring tål Sverige?" till ett segment under en partiledardebatt i Agenda 2012, och där främst debattörer från vänster menade att ordvalet var rasistiskt.:7m48s
Även invandring och flyktingmottagning är frågor som i debatten har nämnts som exempel på att det har funnits gränser för de åsikter som har kunnat diskuterats öppet. Journalisten Anna Hedenmo, då nybliven ordförande för Publicistklubben, skrev till exempel i en debattartikel i Expressen att det år 2012 fanns en väldigt tydlig men outtalad regel att den som i den offentliga debatten lyfte frågan om invandringens storlek snabbt var ute i kylan.
Ett annat exempel är när Publicistklubbens dåvarande ordförande Stina Lundberg Dabrowski och politikern Ali Esbati (v) i april 2013 i samband med publiceringen av Esbatis text "Våga vägra ta debatten" diskuterade villkoren för det offentliga samtalet. Lundberg Dabrowski sade att "Det finns en slags konsensuselit som misstänkliggör personer som vågar ha åsikter, kritiska åsikter. Det kan handla om feminism, det kan handla om invandring eller sådana frågor."

### Begreppet myntas 2013
I ett inlägg på bloggen Politologerna skrev statsvetaren Henrik Ekengren Oscarsson den 10 december 2013 under rubriken "Väljare är inga dumbommar" hur han uppfattade att utrymmet för åsiktsrikedom hade blivit snävt kringskuret i den svenska samhällsdebatten. Han myntade här begreppet åsiktskorridoren, och gav flera exempel på åsikter som, trots att de då var utbredda hos allmänheten, sällan förekom i den offentliga debatten:
- Var sjunde svensk (14 %) anser att det är ett bra förslag att begränsa aborträtten.
- Fyra av tio (40 %) anser att Sverige bör ta emot färre flyktingar.
- Sex av tio (60 %) tycker att det är ett bra förslag att stärka djurens rätt.
- Varannan svensk (50 %) anser att det är ett mycket dåligt förslag att tillåta homosexuella att adoptera barn.
- En av fem (20 %) tycker bra om förslaget att införa dödsstraff för mord.
- Var fjärde svensk (25 %) vill öka antalet vargar i Sverige.
- Nästan var tionde svensk (10 %) vill satsa mycket mindre på eller helt avstå från vindkraft.
- En av tjugo (5 %) tycker det är ett bra förslag att förbjuda skolavslutningar i kyrkan.

Ekengren Oscarsson efterlyste "En mer modererad och respektfull hållning från opinionsbildare". Han skrev även "För att bekämpa sina fiender i den offentliga samhällsdebatten behöver man lära känna deras argument och vara nyfiken på orsaker och sammanhang. Ett seriöst utövande av politisk påverkan kräver en grundläggande respekt, intellektuell nyfikenhet och en vilja att bryta argument mot varandra."
Efter att ha introducerats fick ordet snabbt spridning. Den äldsta förekomsten av ordet i dagspress, är i en text publicerad av Fria Tidningen den 3 januari 2014. Under 2014–2015 fördes en utdragen debatt om det svenska debattklimatet, särskilt på Aftonbladets och Expressens kultur- och ledarsidor, där begreppet åsiktskorridor förekom flitigt. Ena sidan kritiserade uttrycket och hur det användes inom en populistisk retorik, medan den andra sidan menade att begreppet beskrev svagheter i den svenska debatten eller rent av åsiktsrepression.
Andra, till exempel den liberala debattören Per Altenberg, menade att det över huvud taget inte existerar någon åsiktskorridor i Sverige, eftersom det inte finns någon censur, att alla åsikter kan ventileras på gott och ont, och att lagen om yttrandefriheten är dess garant. Altenberg menade istället att talet om åsiktskorridoren lägger sig som en "våt filt över debatten" och att "metadebatten egentligen handlar om konservativt och nationalistiskt agendasättande snarare än omsorg om det svenska debattklimatet".
Debatten kring åsiktskorridoren uppmärksammades även internationellt. I Norge beskrevs det som "Det svenska tillståndet", vilket åsyftade vad som uppfattades som en självdestruktiv politisk korrekthet i Sverige som medför  ett mindre utrymme att offentligt diskutera vissa svåra frågor.

### Möjliga orsaker
Den liberalkonservativa opinionsbildaren Marika Formgren beskrev i en essä publicerad 2014 i magasinet Neo att en åsiktskorridor uppstår som en konsekvens av en demokratisyn som ser en värdegrund som förutsättning för demokratin. Hon kallade det "värdegrundsdemokrati", och sade att det stod i konflikt med "åsiktsfrihetsdemokrati". Till skillnad från de som ser åsikts- och yttrandefrihet som en grund för demokrati, menade Formgren att värdegrundsdemokrater anser att demokrati endast kan uppnås genom att underkasta sig en demokratisk värdegrund som utgår från "allas lika värde". Värdegrundsdemokrater ser det som sin demokratiska plikt att tysta de som inte delar den demokratiska värdegrunden. En metod som används av värdegrundsdemokrater för att tysta de som inte delar den demokratiska värdegrunden menar hon är upprätthållandet av en åsiktskorridor med både fredliga och våldsamma metoder.
Formgren sade också i augusti 2015 att åsiktskorridoren var ett resultat av en konsensuskultur och att den därför inte nödvändigtvis var statisk och därmed inte heller en vänster-höger-fråga. Hon menade att givet en konsensuskultur kan en åsiktskorridor upprättas nästan var som helst. För att bryta fenomenet efterlyste hon pluralism och tolerans inför att människor har olika åsikter och olika sätt att se på världen.
Ann-Charlotte Marteus skrev i februari 2016 att "[åsiktskorridoren] byggdes inte av någon slug maktklick utan växte fram i en hänsynsfull, konfliktundvikande kultur"
Johan Lundberg påpekade i november 2018 avsaknaden av public intellectuals i den offentliga debatten, politisering av vetenskapen samt att den politiska borgerligheten överlåtit kritik mot radikala föreställningar till populistiska partier vilka i sin tur kunnat profitera på ett legitimt missnöje.

### Möjliga konsekvenser

#### Konsekvenser för individen
Förekomsten av en åsiktskorridor kan innebära konsekvenser för den individ som yttrar en alltför avvikande åsikt och därmed utmanar den för stunden rådande hegemonin. Möjliga konsekvenser är stigmatisering, misstänkliggörande, karaktärsmord eller utfrysning. I januari 2016 sade Mats Knutson att "Sverige är ett mycket konformistiskt och centraliserat land. Det påverkar debatten. De som sticker ut riskerar att äventyra sina karriärer. Oberoende uppmuntras inte."
Bland dem som ifrågasätter åsiktskorridorens existens förekommer argument att man får säga precis vad man vill men även räkna med svar på tal. Den i lag stadgade yttrandefriheten medför dock inte frihet från att utsättas för nämnda sociala utstötningsmekanismer. Avsaknad av statliga censurlagar, men förekomst av dessa utstötningsmekanismer, belyser en skillnad mellan en totalitär stat och ett totalitärt samhälle. I engelska språket förekommer en skillnad mellan begreppen "freedom of speech" och "freedom after speech".
Den som en gång tydligt ställt sig utanför korridoren får sällan tillbaka sin tidigare ställning eller tas åter till heders, inte ens när kollektivet omprövat de tidigare rådande åsikterna. Enligt Johan Lundberg beror detta på att det skulle kunna väcka frågor till kollektivet om varför man tidigare tyckte som man tyckte; varför man nu har ändrat ståndpunkt; och varför man tidigare beskrev den nuvarande ståndpunkten som ett fullgott skäl för bannlysning av andra individer. I samma artikel kallade Lundberg den politiska åsiktskonformiteten för en nutida motsvarighet till konformiteten i Ibsens pjäs En folkefiende (1882).

#### Konsekvenser för samhället
Förekomsten av en åsiktskorridor kan, utöver konsekvenserna för individer, även leda till konsekvenser för samhället som helhet. Flera personer har beskrivit hur självcensur orsakad av rädslan för de individuella konsekvenserna fick faktiska konsekvenser för samhället.[källa behövs]
Ann-Charlotte Marteus beskrev i en ledarartikel i februari 2015 i Expressen och senare i mars 2016 i Kvartal mycket självkritiskt hur hon själv hade bidragit till upprättandet av åsiktskorridoren som hon menade bidrog till självcensur, rädsla för att förbehållslöst undersöka verkligheten och minskad tilltro till argumentens makt. Hon menade att resultatet blev en fördummad offentlighet, moralfebriga politiker och samhällsproblem som borde ha uppmärksammats och åtgärdats för länge sedan.[källa behövs]
Rädslan för individuella konsekvenser fick till följd att vissa personer inom vården i mitten av 00-talet inte vågade uttala sig offentligt i frågan om asylsökande med apatiska barn eftersom frågan var så infekterad.
Paulina Neuding sade i december 2020 att under Coronavirusutbrottet 2020–2021 i Sverige uppstod en temporär åsiktskorridor vilket medförde att mediernas rapportering inte skedde på det sätt det borde ha gjort.
Liksom vid deplattformering kan stigmatisering av en meningsmotståndare, istället för att diskutera, riskera att leda till att denne radikaliseras. Företrädare som kommer från extrema miljöer, och som har parlamentariska ambitioner, kan verka hotdämpande för attentatsrisken från dessa miljöer. Och när en ansenlig del av befolkningen upplever att den saknar representation kan det medföra en ökad påfrestning för säkerheten i samhället.[källa behövs]
Om medborgare i stor utsträckning självcensurerar sig för att ingen i den politiska mittfåran vill lyssna finns risk att frustrationer kanaliseras till extrema och populistiska politiska alternativ.:5m27s

### Åsiktsförändringar utan debatt
Gränserna för åskiktskorridoren är dynamiska och förändras med samhällsklimatet. Det kan ske stora förändringar även utan att någon offentlig debatt har föregått ändringen.
En tydling förskjutning som ar lyfts fram är i samband med Migrationsöverenskommelsen i oktober 2015. Johan Hakelius skrev i samband med det att "Ståndpunkter som för bara någon månad sedan ansågs ligga nära gränsen för det anständiga, finns nu i den mitt som sex partier har enats om. [...] Det är nästan magiskt och mycket svenskt. Plötsligt viker korridoren av. Det som var suspekt att säga för någon månad sedan, är plötsligt sunt förnuft i åsiktskorridorens mitt. Skiftet föregås inte av någon fri, frejdig och öppen debatt. I offentligheten pågår snarare arbetet med att hålla ned, brännmärka och förtränga in i det sista. Det är under ytan förberedelsen sker. [...] Bit för bit rivs [...] hela huset bakom fasaden, som får stå kvar. Så kommer det avgörande ögonblicket. På en given signal faller den gamla fasaden. Bakom den finns redan en ny. Den ser ut att alltid ha stått där. I ett slag är allt ändrat. Politiker, journalister, alla, följer med." Ola Wong sade 2020 om händelsen att "[Det offentliga Sverige svängde] i invandringsfrågan och som på en given signal var det mesta möjligt att diskutera." Henrik Ekengren Oscarsson sade i december 2023 att det i november 2015 skedde en stor och tydlig brytpunkt för frågor som mångkultur, flyktingmottagning, bistånd, HBTQ-frågor, jämställdhet, internationalism, och globalisering,:29m59s men att 2023 var den offentliga debatten fortfarande begränsad och enkelspårig i ämnen och format. Debatter blev snabbt låsta och mallade på ett förutsebart sätt med animerat språk, onyanserat och generaliserat, och med slutsatser som inte följer på premisser,:20m12s, men Åsa Wikforss skrev i februari 2024 att även om "det finns skäl att tro att debatten runt invandring 2014 uppvisade en obalans" så var det nu dags att sluta prata om åsiktskorridor.
I samband med debatten i januari 2016 om den nästan helt uteblivna medierapporteringen kring de sexuella övergreppen under We Are Sthlm sommaren 2015 sade Peter Santesson, chef för opinionsanalys vid Demoskop, att diskussioner, politiska förslag och nyhetsartiklar som kom i november–december 2015 hade mötts av ett ramaskri om de hade kommit under augusti–september 2015.:31m41s
Malin Ullgren skrev i februari 2016 att om åsiktskorridoren ens hade funnits så var den då borta, och bad alla att sluta skriva och tala om den.
Anders Lindberg ifrågasatte år 2017 förekomsten av en åsiktskorridor i Sverige men sade att om den fanns så bytte den riktning år 2015, det som Marika Formgren givit uttryck för två månader före Migrationsöverenskommelsen.
Johan Lundberg skrev 2018 att "Vid ett givet tillfälle omfattade plötsligt journalister såväl som politiker ståndpunkter som några veckor tidigare hade lett till social stigmatisering och bannlysning." Lundberg skrev också om avsaknaden av egentlig debatt när det sker en omprövning av rådande åsikter, något som även Hakelius hade påpekat i oktober 2015.
Paulina Neuding sade i april 2023 (med anledning av den på kort tid stora ändringen i opinionsstödet för NATO) att "Det här är den svenska folksjälen och åsiktskorridoren. Det här är alltså en del av vilka vi är och vår gruppsykologi. I Japan har man teceremonier; I Sverige har vi åsiktskorridorsförflyttningar som är helt episka."
Ekengren Oscarsson följde upp sitt ursprungliga blogginlägg med en text i Svenska Dagbladet där han skrev att "Ännu saknas plattformar där de många människorna bjuds in till konstruktiva och civiliserade samtal om lösningar på vår tids samhällsproblem." och ett nytt blogginlägg i december 2023 där han skrev "Åsiktskorridoren är antagligen lika smal idag som för tio år sedan [...] Men gränserna för det gångbara har förflyttats. En del åsikter och idéer har blivit mindre gångbara och andra mer accepterade, med november 2015 som den viktigaste brytpunkten."
Johan Hakelius skrev i februari 2024 att "Normsättarna har inte bytt åsikt eller förlorat sin ställning. Det är bara fler som tröttnat på att lyda."
Redaktören för tidskriften Kvartal, Jörgen Huitfeldt, noterade till exempel i mars 2024 en förändring i samhällsdebatten sedan 2017; att åsiktskorridoren antingen hade vidgats eller flyttat sig. Han skrev att "sådant som var helt omöjligt att hävda för tio år sedan är nu mellanmjölk".

### Bekräftad förekomst
Demoskop frågade 4398 personer i januari till mars 2015 i vilken utsträckning, och i vilka sammanhang, de upplever att de kan prata uppriktigt om vad de tänker om politik och samhällsfrågor. Demoskop kunde bland annat se:
- Att återhållsamheten ökar i samtal utanför vänkretsen
- Att de med vänsterideologi talar mer öppet medan de som beskriver sig som konservativa och nationalistiska i högre utsträckning upplever sig begränsade
- Att majoriteter riskerar att framstå som minoriteter
- Att den fråga där flest upplevde sig begränsade var frågan om invandring

I en SOM-undersökning 2021 var det 53% som helt eller delvis instämde med påståendet "I dagens politiska klimat kan jag inte öppet uttrycka mina åsikter eftersom andra kan tycka de är stötande". Som jämförelse nämndes USA under McCarthyismen där motsvarande siffra var ca 13%. I dagens USA var siffran ca 40–60%. När självcensuren undersöktes 2022 bekräftades utbredningen, och där man också fann att väjare till höger i högre grad än väljare till vänster uppgav att de lade band på sina yttringar av rädsla för anstöt. Självcensuren var allra lägst bland sympatisörer till Miljöpartiet (28 %); för sympatisörer till Vänsterpartiet, Socialdemokraterna, Centerpartiet, och Liberalerna var den mellan 35 % och 42 %; den var högst för sympatisörer till Moderaterna (57 %) Kristdemokraterna (67 %) och Sverigedemokraterna (82 %). De ämnen som upplevdes som mest kontroversiella var invandring och integration, politisk extremism eller religiös extremism, religion, samt jämställdhet, likabehandling, och HBTQ-rättigheter.:84-85

### Övrigt
Språkrådet listade ordet som ett nyord i december 2014.
Sten Widmalm, en av författarna till boken Skör demokrati, sade i en intervju när han pratade om en svensk kontext att åsiktskorridoren 2022 hade smalnat av radikalt inom forskning och delar av kulturpolitiken; att när myndigheter kopplar ihop sig med politiska krafter, då händer något som gör att korridoren smalnar väldigt fort. Han sade också att debatten hade blivit friare de senaste 10 åren.:58m50s
Jon Viklund skrev 2022 att "I Sverige finns visserligen en utbredd uppfattning av en vidsträckt åsiktsfrihet och respekt för åsiktsskillnader, men den kombineras med en annan stark känsla, nämligen just för vad som passar sig i debatten." Han skrev även att "ordets metaforiska konstruktion [...] lånar sig till en viss kreativitet i användningen" och gav exempel på syskonord som uppstått: åsiktsfängelse (2014), åsiktstunnel (2017), och åsiktskammare (2018).

## Internationell spridning
Frilansjournalisterna Jens Ganman och Susanne Skata gjorde 2016 radioserien Åsiktskorridoren på finska kanalen Yle. De flesta journalister, redaktörer och politiker som kontaktades var överens om att fenomenet påverkade debatten och att åsiktskorridoren bör diskuteras.
Uttrycket finns även i Norge (Meningskorridor) och Tyskland (Meinungskorridor och Gesinnungskorridor).

## Se även

Begreppet åsiktskorridor har vissa likheter med begreppen Overton-fönstret (bild) och Hallin's spheres.

## Fotnoter